# Dakota Lucas
Dakota Lucas (nascut el 26 de juliol de 1991) és un futbolista neozelandès que actualment juga pel Hawke's Bay United del Campionat de Futbol de Nova Zelanda com a davanter.

## Trajectòria per club
Lucas inicià la seva carrera esportiva amb l'equip jovenil del Waitakere United. El juliol de 2009 va ser transferit a l'equip professional del Waitakere United. Va debutar amb el club el 15 de novembre contra el YoungHeart Manawatu en un partit en què guanyaren 0 a 1 a Memorial Park. Va jugar en un total de 35 partits marcant 9 gols pel club.
El juliol de 2011 va ser transferit gratuïtament al Team Wellington. Va debutar pel club el 6 de novembre en un partit en què perderen 4 a 2 a Kiwitea Street contra l'Auckland City. En l'temporada 2011-2012 del Campionat de Futbol de Nova Zelanda va jugar en més de 10 partits marcant 5 gols. En la temporada 2011-2012 de la Copa White Ribbon va jugar en tres partits on marcà cinc gols i guanyà amb el club la copa d'aquella temporada.
A l'iniciar la temporada 2012-13 Lucas fou transferit al Hawke's Bay United.

## Trajectòria internacional
Lucas va ser seleccionat com a jugador per a la selecció neozelandesa sub-20 en el Campionat Sub-20 de l'OFC de 2011 jugat a Nova Zelanda. En aquell torneig va jugar en cadascun dels quatre partits en què jugà la selecció neozelandesa i marcà en cadascun dels quatre partits.
El mateix any va participar en la Copa del Món de la FIFA sub-20 de 2011 a Colòmbia. En aquella competició Lucas va jugar en dos partits, contra l'Uruguai i el Camerun.
Lucas va formar part de la selecció neozelandesa sub-23 que participà en el torneig preolímpic de l'OFC de 2012 en què la selecció neozelandesa es classificà per als Jocs Olímpics de Londres de 2012. Va jugar en dos partits, contra Papua Nova Guinea i contra Fiji.

## Palmarès
- Campionat Sub-20 de l'OFC (1): 2011.
- Campionat de Futbol de Nova Zelanda (2): 2009-10, 2010-11.
- Copa White Ribbon (1): 2011-12.